# Königstanne (Schmalegger Tobel)
Die Königstanne ist ein eingetragenes Naturdenkmal im Schmalegger Tobel in Baden-Württemberg.

## Geschichte
Bis ins 19. Jahrhundert hinein hatte das Schmalegger Tobel einen urwaldähnlichen Charakter. Die Weiß-Tanne war einst Teil einer Gruppe ähnlich großer Bäume, welche jedoch im frühen 20. Jahrhundert der zunehmenden Holzernte auf Grund verbesserter Verkehrswege zum Opfer fielen. Sie wurde als letztes verbleibendes Zeugnis dieser, bewusst als Naturdenkmal stehen gelassen.

## Zustand
Der Durchmesser auf Brusthöhe beträgt 1,38 m. Die Tanne erreichte eine Höhe von 44 m, bis durch den Orkan Lothar am 26. Dezember 1999 ein 10 m langes Gipfelstück abbrach. Angesichts ihres schlechten Zustands und des nahe verlaufenden Fahrwegs wurde die Tanne im Jahr 2021 gekürzt.

## Bilder

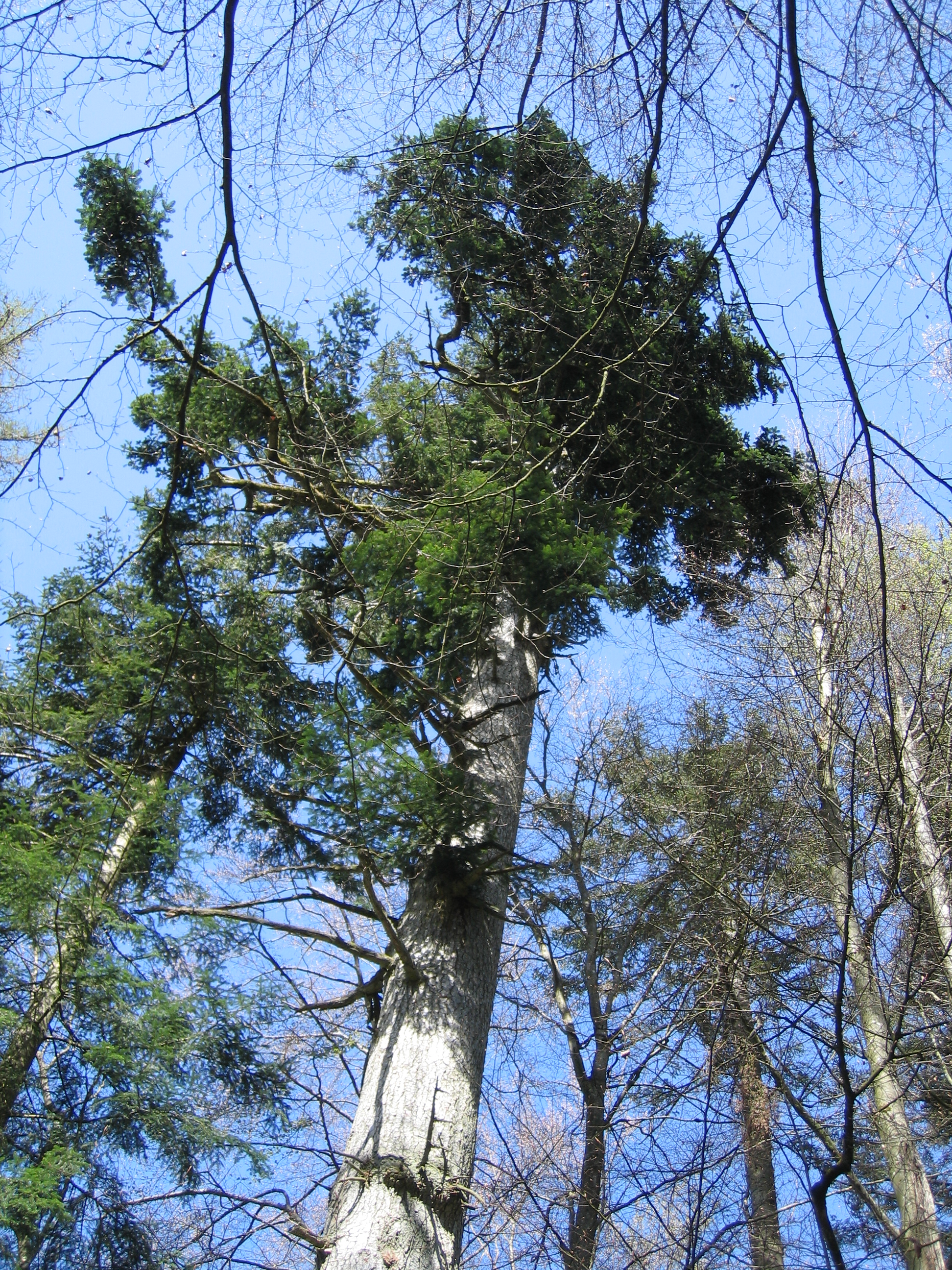
Baumkrone im Jahr 2011
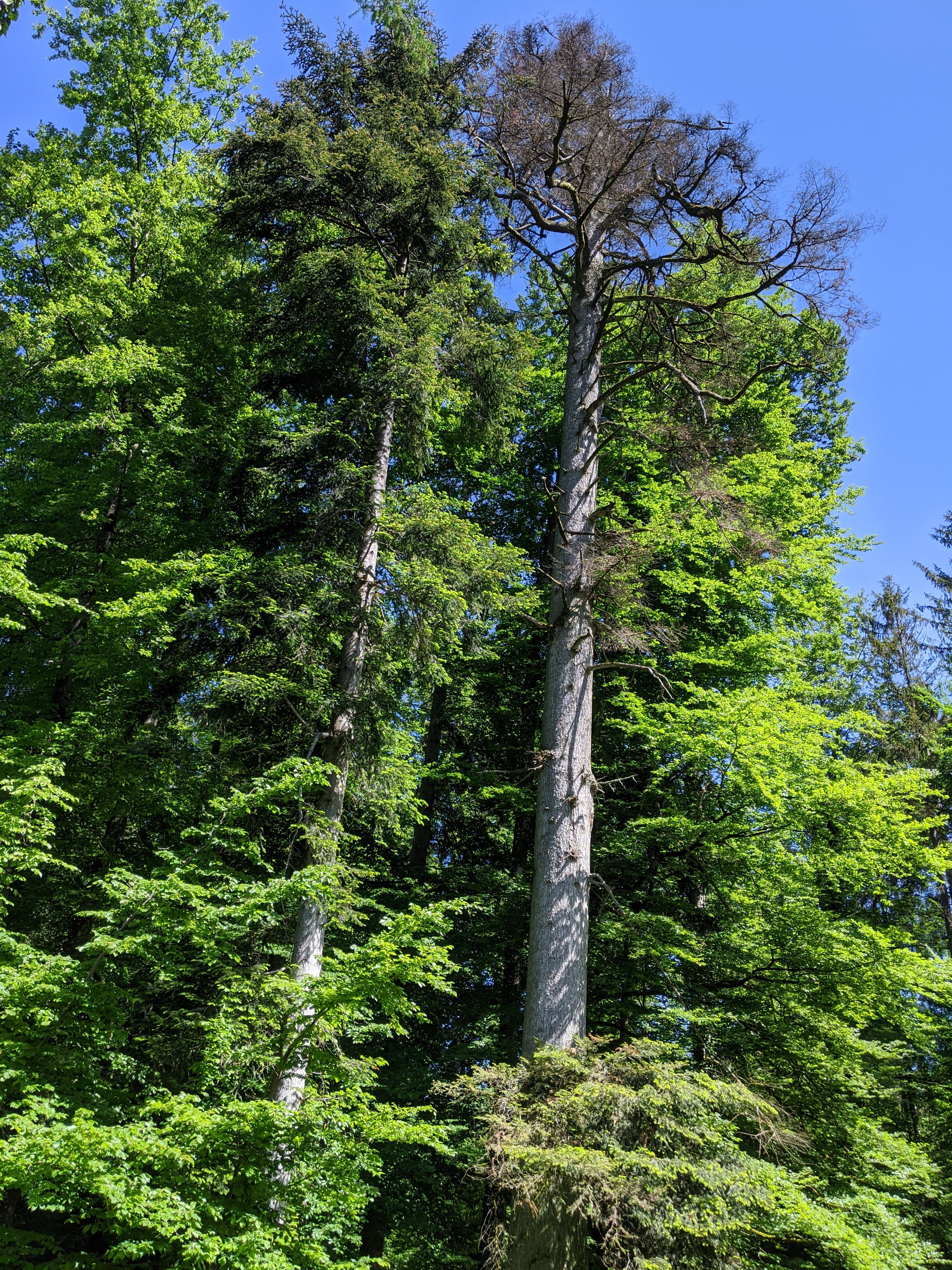
Zustand im Jahr 2020
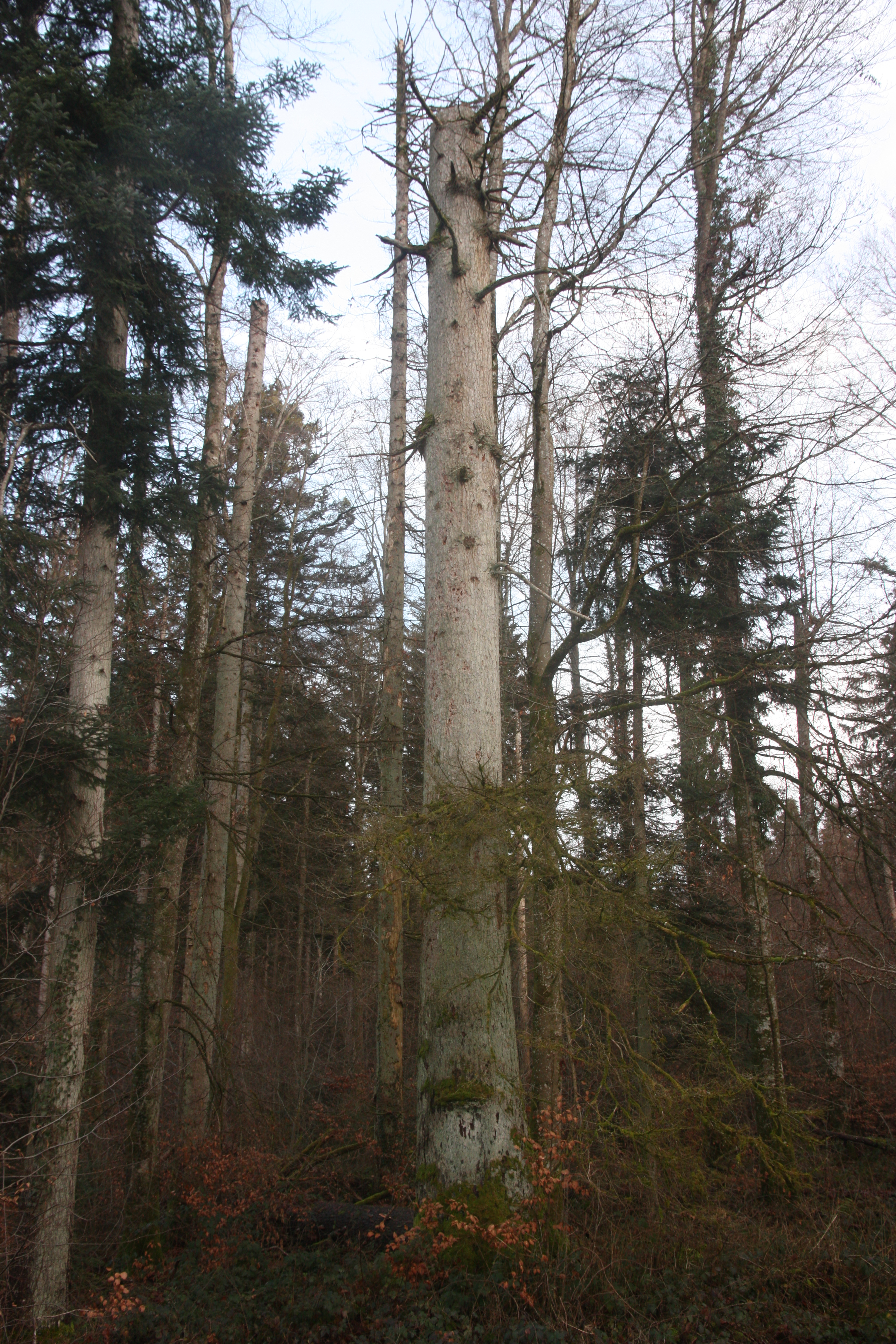
Zustand im Jahr 2023
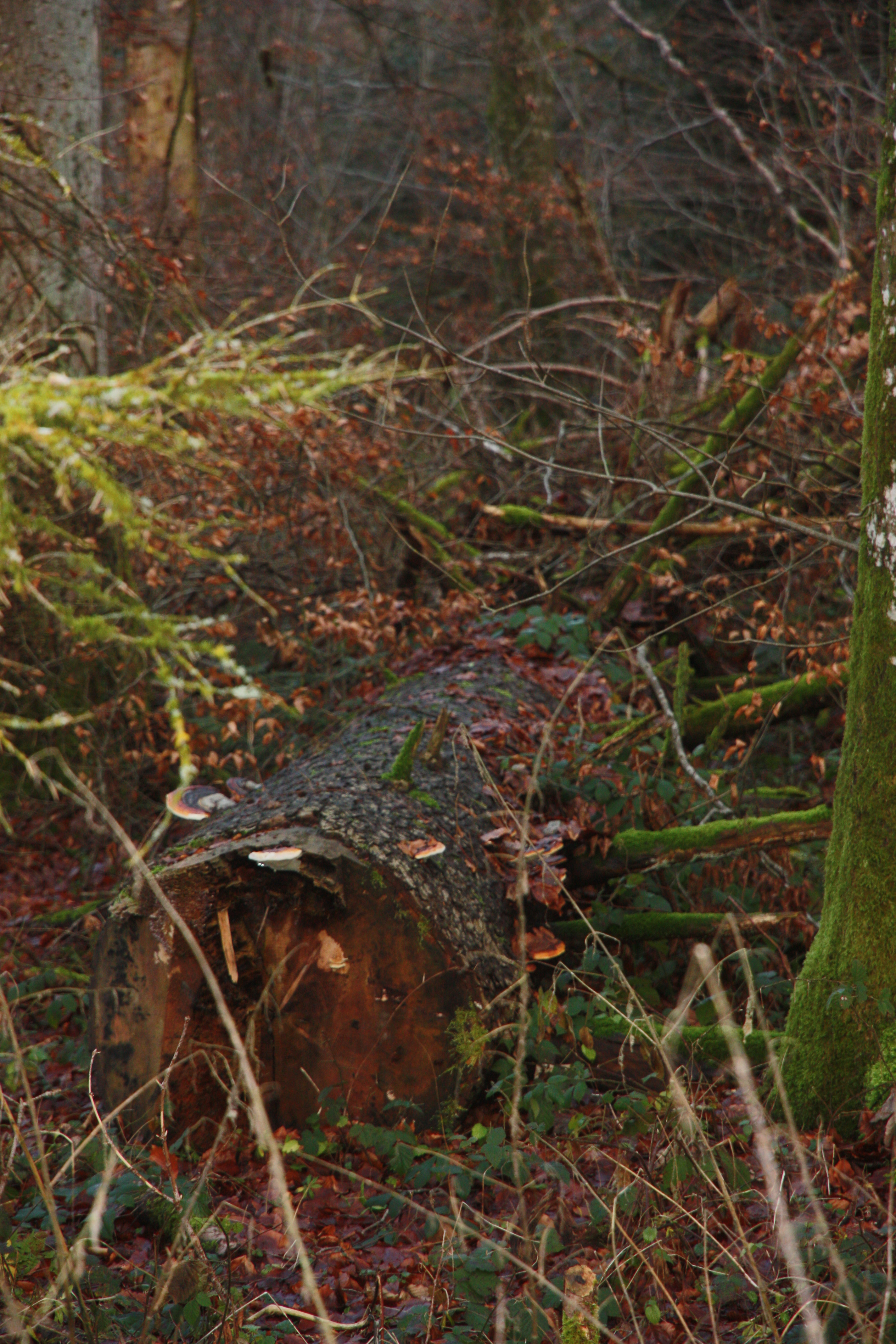
Abgetrennter oberer Teil
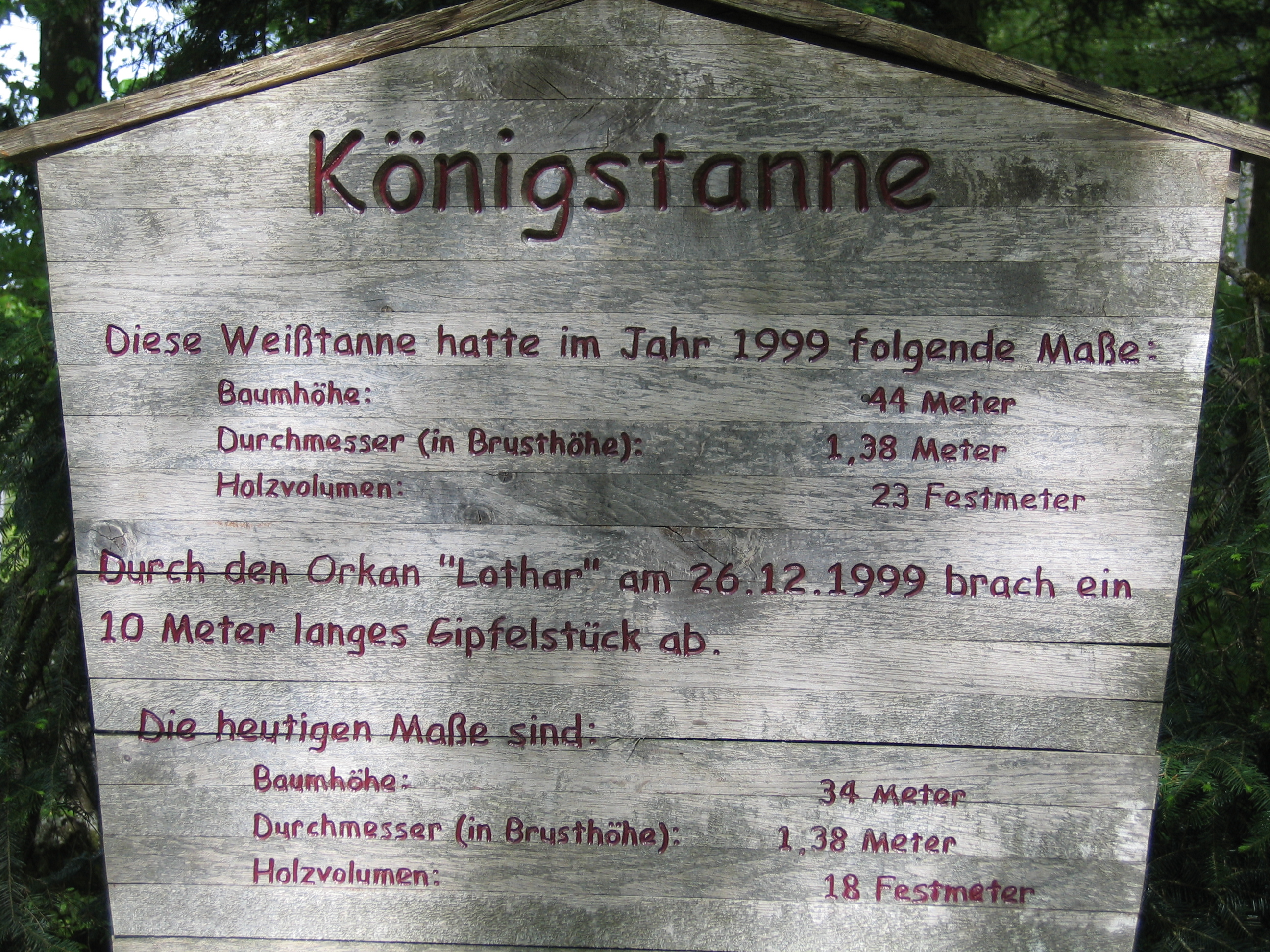
Informationstafel